# Jabal al-Lawz
De Jabal al-Lawz is een berg met een hoogte van 2580 m in het noordwesten van Saoedi-Arabië. De Jabal al-Lawz bevindt zich ongeveer 50 km ten oosten van de Golf van Akaba en ongeveer 70 km ten zuiden van de grens met Jordanië in de provincie Tabuk. De naam Jabal al-Lawz betekent in het Nederlands Amandelberg.
In de bijbel wordt het gebied rond de berg als Midjan aangeduid. Volgens sommigen, waaronder de niet onomstreden Ron Wyatt, zou de Jabal al-Lawz en niet de Sinaïberg de Horebberg uit de Bijbel zijn.